# Метенхајм (Рајнахесен)
Метенхајм (њем. Mettenheim) општина је у њемачкој савезној држави Рајна-Палатинат. Једно је од 69 општинских средишта округа Алцеј-Вормс. Према процјени из 2010. у општини је живјело 1.535 становника. Посједује регионалну шифру (AGS) 7331045.

## Географски и демографски подаци
Метенхајм се налази у савезној држави Рајна-Палатинат у округу Алцеј-Вормс. Општина се налази на надморској висини од 87 метара. Површина општине износи 6,4 km². У самом мјесту је, према процјени из 2010. године, живјело 1.535 становника. Просјечна густина становништва износи 239 становника/km².

## Међународна сарадња
| Мјесто | Држава    | Врста сарадње | Од    |
| ------ | --------- | ------------- | ----- |
| Арбоа  | Француска | партнерство   | 1994. |
| Извор  |           |               |       |